# Janet Hodgson
Janet Hodgson es una jinete británica que compitió en la modalidad de concurso completo. Ganó dos medallas en el Campeonato Europeo de Concurso Completo, bronce en  1973 y plata en 1975.

## Palmarés internacional
| Campeonato Europeo | Campeonato Europeo | Campeonato Europeo | Campeonato Europeo |
| Año                | Lugar              | Medalla            | Categoría          |
| ------------------ | ------------------ | ------------------ | ------------------ |
| 1973               | Kiev (URSS)        | Medalla de bronce  | Por equipos        |
| 1975               | Luhmühlen (RFA)    | Medalla de plata   | Por equipos        |